# Vepriai

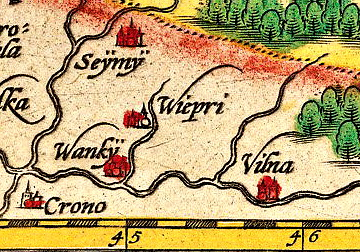
Vepriai (Wiepri) in der Landkarte vom 16. Jahrhundert

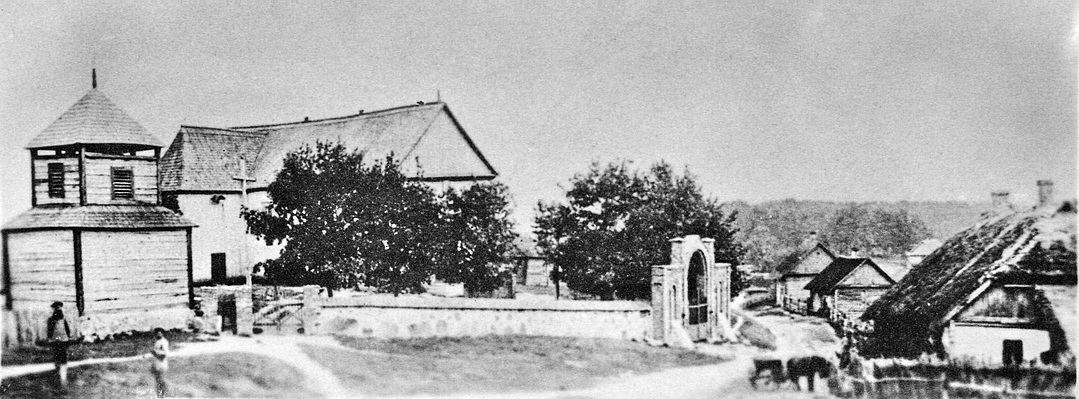
Alte Kirche und die Vilnius-Straße um 1900

Vepriai (deutsch, 18. Jahrhundert: Weppren) ist ein litauisches Städtchen (miestelis) mit 549 Einwohnern (2011) und Zentrum des gleichnamigen Amtsbezirks (seniūnija) in der Rajongemeinde Ukmergė, südwestlich der Kernstadt, nicht weit von der Autobahn Ukmergė-Jonava, 17 km von Ukmergė, 5 km südöstlich von Pageležiai. Verpiai ist das Zentrum der Verwaltungsgemeinschaft Vepriai mit einer Mittelschule (seit 1950). Südlich vom Städtchen liegt der Vepriai See. Der Name Vepriai stammt vom baltischen Wort veprys (Wildschwein).

## Geographie
Vepriai liegt in der Mitte des größten baltischen Meteoritenkraters (Durchmesser 8 km). Das Relief ist hügelig, mit Flusstälern von Riešė, Ūdroklis und Šventoji. Das größte Binnengewässer, der Vepriai See, wird für Erholung und Fischerei genutzt. In feuchteren Gebieten dominieren die Laubwälder, die Hügel sind von kleinen Wäldern bedeckt.

## Geschichte
Der erste Burghügel am Flussufer der Cedronas ist vor 1500 Jahren belegt. Die Stammesfriedhöfe (pilkapiai) von Kazlaučizna entstanden vom 9. bis 12. Jahrhundert (sie liegen östlich von Vepriai).
Der Name (Weppren) wurde zum ersten Mal 1384 in den Chroniken von Wigand von Marburg urkundlich erwähnt. 1384 befand sich auf dem Berghügel Vepriai eine hölzerne Burg, die von Vytautas mit Hilfe des Deutschen Ordens während der politischen Ausschreitungen im Großfürstentum Litauen erobert wurde. Die Burg verlor die Verteidigungsfunktion und neben ihr wurden die Höfe gebaut. Die Siedlung mit dem radialen Plan entwickelte sich im Besitz verschiedener Adelsgeschlechtern (Kęsgailos, Šemetos) an der Landstraße Ukmergė-Kaunas. 1770–1779 gab es gerichtliche Streitigkeiten um den Hof zwischen den Tyzenhaus und Michal Kossakowski.
1808 verkaufte Antoni Tyzenhaus den Hof an Józef Dominik Kossakowski. Während des Volksaufstandes von 1831 lebte hier zeitweilig Emilie Plater mit ihren Soldaten.

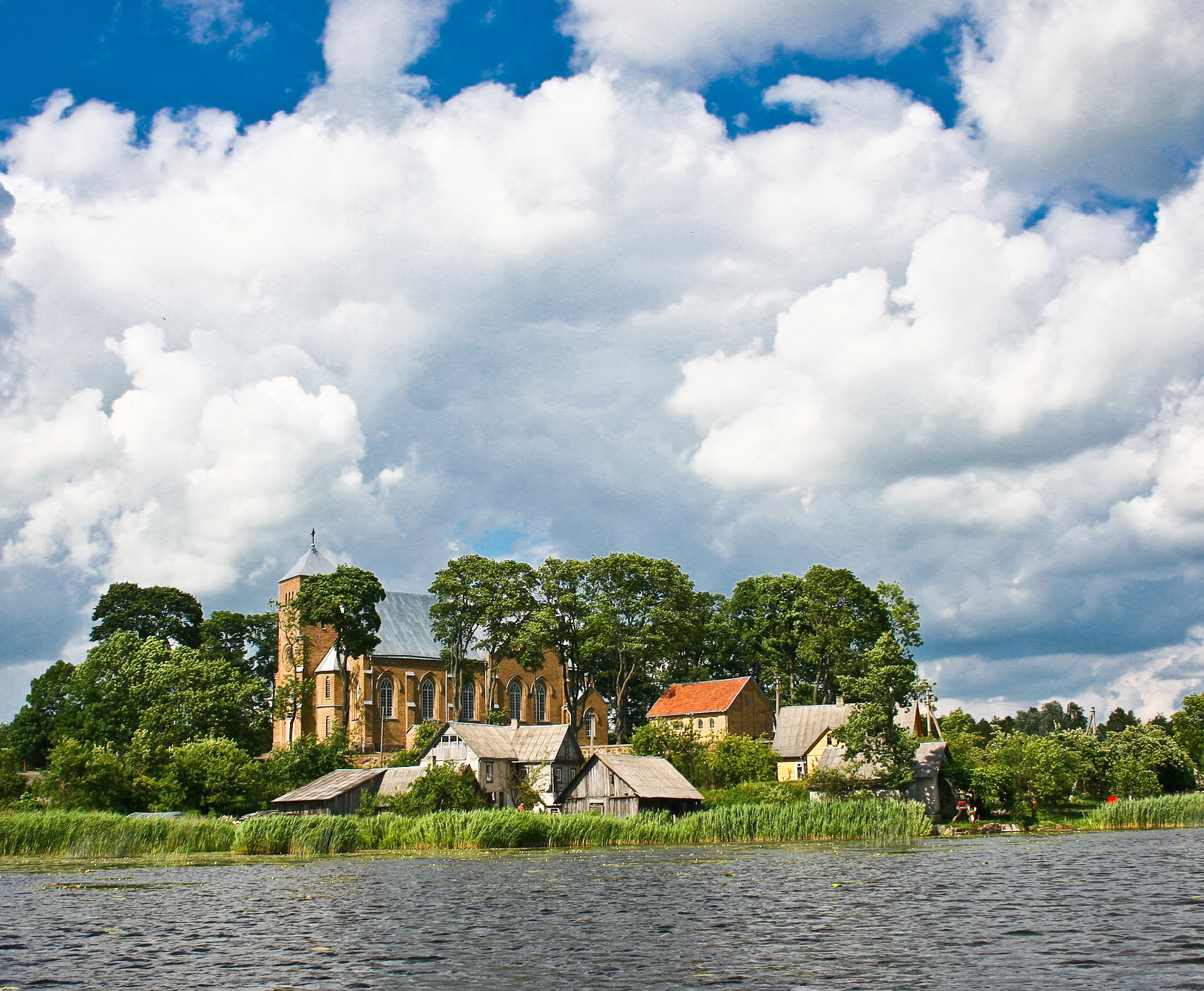
Ortszentrum vom Vepriai-See aus
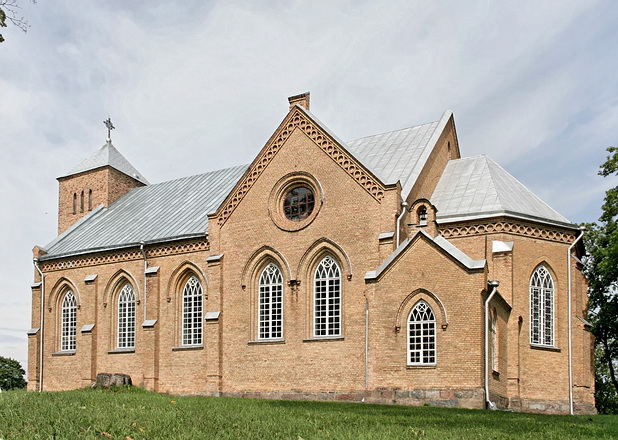
Marienkirche in Vepriai
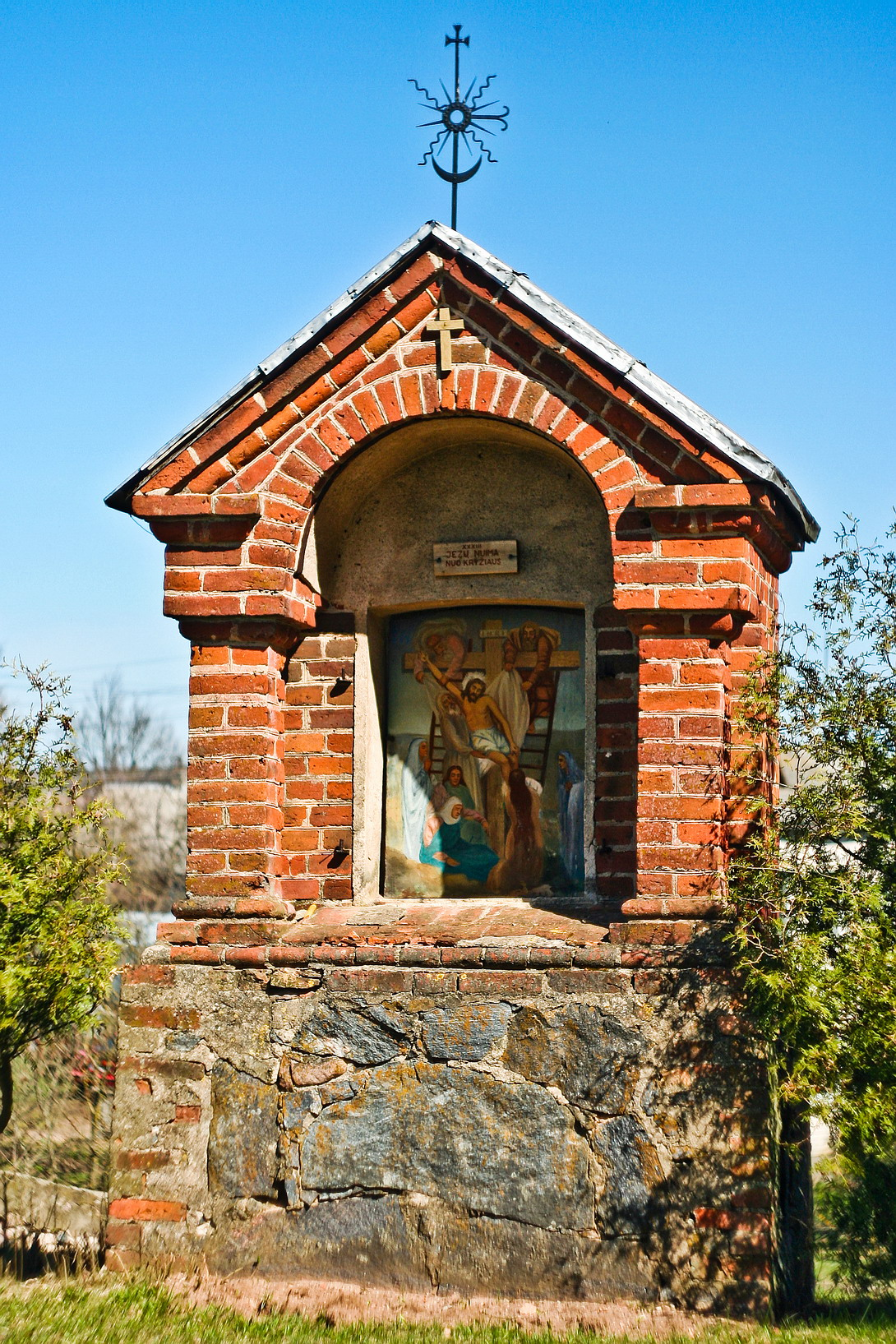
Kapelle in Vepriai
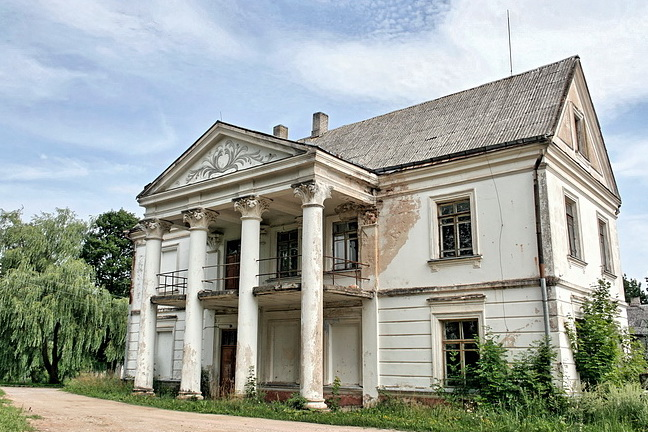
Herrenhaus des Hofs Vepriai aus dem 19. Jahrhundert

## Kultur
1553 wurde die erste Kapelle in Vepriai urkundlich erwähnt. Die heutige neogotische Kirche der Heiligen Jungfrau Maria Königin des Rosenkranzes (Veprių Švč. Mergelės Marijos Rožančiaus Karalienės bažnyčia) wurde von 1909 bis 1910 erbaut. Seit dem 19. Jahrhundert gibt es eine Grundschule.
1950 gründete man die Mittelschule Vepriai. Seit 1924 werden die Landwirtschaftsspezialisten in der Unteren Landwirtschaftsschule vorbereitet. 2004 wurde die Abteilung für berufliche Bildung Vepriai der Technologischen und Wirtschaftsschule Ukmergė eröffnet.
Vepriai ist seit 1846 für seine Pfingstkirmes und seine Kreuzwegstationen bekannt. Der Kreuzweg ist 5,5 km lang und hat 35 Stationen (Kapellen und Kreuzwegstore). Statt mehreren früheren hölzernen Kapellchen wurden die Mauerkapellen 1882–1900 gebaut. 1963 wurden fast alle Kapellen von der sowjetischen Okkupationsregierung vernichtet (außer der im Kirchenbereich). Die Stationen wurden mit Spenden von Einwohnern 1989 wiedererrichtet. Es gibt insgesamt 21 Mauerkapellchen, 8 hölzerne Tore und ein Eisentor.
In Vepriai gibt es Filiale des Landeskundlichen Museums Ukmergė mit über 5000 Exponaten. Daneben gibt es das historische Kulturmuseum des Landeskundeforschers Jonas Žentelis.

## Tourismus
Die Sehenswürdigkeiten und touristische Objekte sind der Vepriai See, Burghügel Vepriai, Hof Vepriai mit den alten Gebäuden und dem Park, Kreuzwegstationen, Landeskundliches Museum, Stein Vepriai, Skulpturenpark (Amžių sandūros skulptūrų parkas), Skulpturen aus Stein, Holz und Bronze wie Labora, Gyvybės globėja, Geldutė. In Vepriai gibt es Motel, eine Siedlung des Dorftourismus.

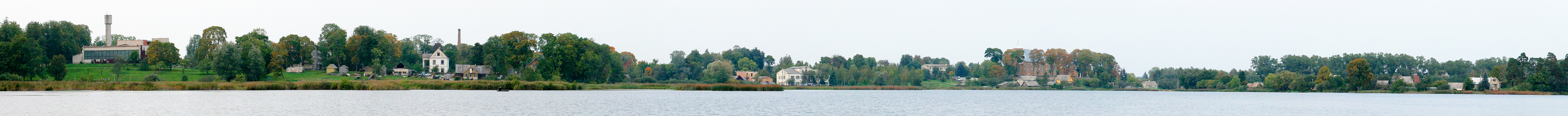
Panoramabild im Herbst

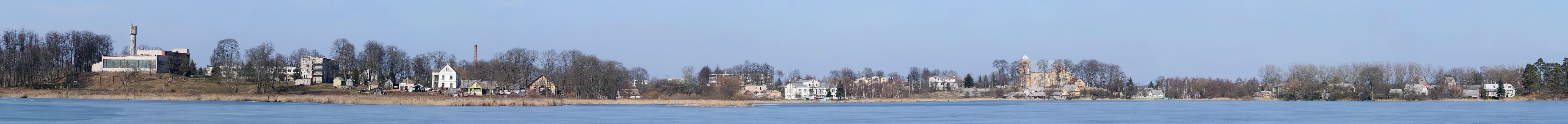
Panoramabild von der Vepriai-See Seite. Der Hof mit Park (links), Kirche (rechts vom Zentrum), Ežero-Straße (rechts)